# Hexatoma luxuriosa
Hexatoma luxuriosa är en tvåvingeart som beskrevs av Alexander 1936. Hexatoma luxuriosa ingår i släktet Hexatoma och familjen småharkrankar.
Artens utbredningsområde är Thailand. Inga underarter finns listade i Catalogue of Life.